# Големи Зондски острови
Големите Зондски острови (на индонезийски: Kepulauan Sunda Besar; на зондски: Kapuloan Sunda Gedé) са група острови в Югоизточна Азия. Заедно с Малките Зондски острови образуват Зондския архипелаг.
Големите Зондски острови са съставени от островите (от запад на изток):
- Суматра – 473 000 km²;
- Ява – 132 000 km²;
- Борнео – 743 330 km²;
- Сулавеси – 174 600 km².

Повечето от територията на Индонезия е разположена на тези острови. Остров Борнео, обаче, се дели и от още две държави: Малайзия и Бруней.
Големите Зондски острови представляват границата между Тихия океан (Южнокитайско море) и Индийския океан. Малайските езици и култури преобладават в района.